# François Jules Pictet
François Jules Pictet de la Rive (27. září 1809 Ženeva – 15. března 1872 Ženeva) byl švýcarský zoolog a paleontolog.

## Život

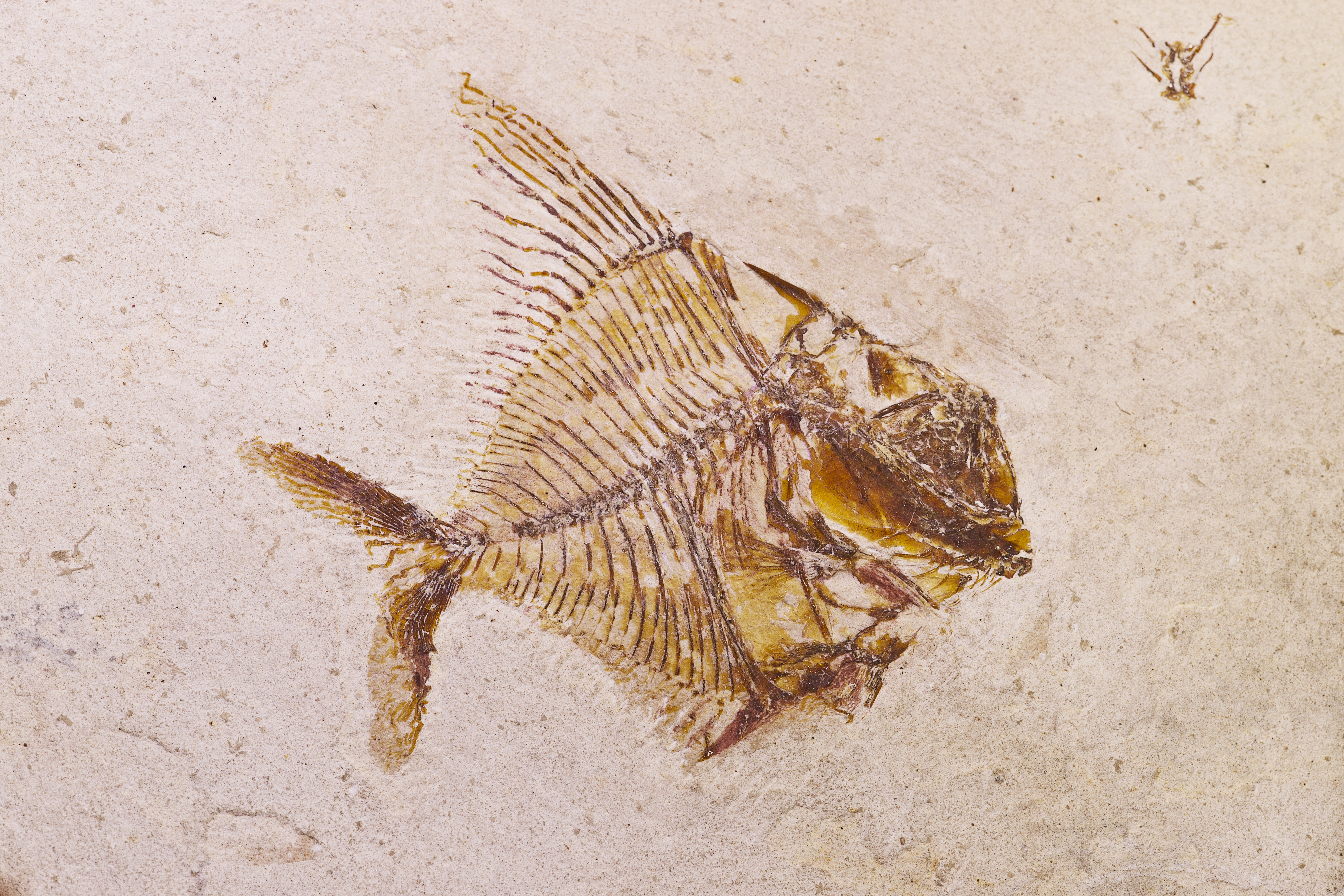
Aipichthys minor (Pictet 1850)

François Jules Pictet studoval nejprve v Ženevě, poté u Georgese Cuviera a H. M. D de Blainvilleho v Paříži. Po svém návratu do Ženevy spolupracoval s A. P. de Candollem. V roce 1835, poté co Candolle odešel na odpočinek, se stal profesorem zoologie a anatomie na Ženevské univerzitě. Později vyučoval geologii a paleontologii. Jeho žákem zde byl například Henri de Saussure.
Obory jeho vědeckého zájmu byly entomologie a paleontologie. V roce 1835 byl zvolen členem Německé akademie věd Leopoldina. V roce 1839 jej Félix Édouard Guérin-Méneville uvedl jako člena číslo 155 do Société cuviérienne. Rektorem Ženevské univerzity byl v letech 1847 až 1850 a 1866 až 1868. Několik let byl členem parlamentu kantonu Ženeva, v letech 1863 a 1864 byl jeho předsedou. Pictet de la Rive byl bratrancem lingvisty Adolphe Picteta.

## Paleontologie
V paleontologii se věnoval fosiliím rodné země, zvláště křídových a jurských souvrství. V roce 1854 začal vydávat práci Matériaux pour la paléontologie suisse, ou Recueil de monographies sur les fossiles du Jura et des Alpes... (vydáno bylo šest knih, 1854–1873). V této práci jej podporovali Eugène Renevier, Gustave Campiche, Alois Humbert, Charles Louis Perceval de Loriol, Auguste Jaccard a Philippe de La Harpe. Pictet také vydal dílo Mélanges paléontologiques (1863–1868). Zemřel v Ženevě v roce 1872.
Druh hada žijící na Madagaskaru Elapotinus picteti je pojmenován na jeho počest.

## Dílo
výběr
- Histoire naturelle des insectes névroptères (Genf 1841-43, 2 sv.)
- Traité de paléontologie (2. Aufl., Paris 1853-57, 4 sv.)
- Description des mollusques fossiles dans les environs de Genève (Paris, 1847-51, 3 sv.)
- Les poissons fossiles du mont Liban (Paris, 1850)
- Nouvelles recherches (1866)
- Mélanges paléontologiques (Paris 1863–1867)